# Grotta di Marina di Maratea
La grotta di Marina di Maratea (detta anche grotta delle Meraviglie o grotta di Marina) è una piccola grotta sita nel comune di Maratea, in provincia di Potenza, in località San Giuseppe nei pressi della frazione omonima.

## Descrizione
La grotta, unica cavità naturale visitabile della Basilicata, è posta lungo la Strada statale 18 Tirrena Inferiore, che collega il capoluogo comunale alla frazione Marina. 
La grotta si è impostata lungo una faglia della roccia nei calcari della serie carbonatica dei monti Giagola e Gada del Cretaceo Inferiore.
Il suo ingresso è posto a 72 metri di quota sul livello del mare. La parte esplorata della grotta è lunga circa 50 metri. È ricca di speleotemi (stalattiti), stalagmiti, colonne, spaghetti, coralloidi, etc.) e presenta temperatura costante di circa 19 °C.

## Storia
Fu scoperta casualmente nel 1929, durante i lavori di costruzione della strada statale 18 Tirrena Inferiore da tre minatori. Ne fu immediatamente riconosciuto il valore e le autorità competenti provvidero ad allestirla per le visite. 
Per molti anni la visita alla cavità è stata gestita dallo Stato ed era obbligatorio l'appuntamento per la visita. Solo dopo molto tempo la gestione della cavità è stata affidata all'Azienda Autonoma di Soggiorno e Turismo di Maratea che ne ha pubblicizzato l'esistenza organizzando visite guidate al suo interno. Ulteriori ristrutturazioni, anche all'impianto di illuminazione, sono stati eseguiti sempre nel rispetto del microambiente interno.
Dagli anni '80 è una grotta turistica.

## Turismo
Per consentire una facile visita è stata edificata al suo interno una scala che porta al fondo dell'ipogeo. Colonne e coltri stalagmitiche fanno da cornice all'unica sala della grotta delle Meraviglie. L'illuminazione interna è alquanto soffusa per evitare la formazione di muschi sulle concrezioni, infatti le luci artificiali vengono spente appena i visitatori sono fuori. 
I periodi e gli orari di apertura sono aggiornati sulla pagina Google my business e Tripadvisor.